# Erōtas
Erōtas (in greco: Έρωτας; traduzione: Amore) è una soap opera greca acclamata dalla critica e popolare tra i telespettatori, che ruota attorno alla vita privata di famiglie ateniesi ricche. È stata trasmessa sulla rete ANT1 dall'8 settembre 2005 fino al 30 maggio 2008.
Gli ultimi cinque episodi della serie sono stati con i più alti indici di ascolti della serie nella sua storia, con oltre 4.250.000 telespettatori in media, in Grecia. La serie è stata anche trasmessa a Cipro.
Molti critici hanno commentato che molte delle sue trame erano basate liberamente su quelle della soap statunitense Beautiful, tuttavia il ritmo di queste storie è stato molto più veloce in Erōtas che nella soap americana.

## Trama
La trama parte dalla scomparsa di Antigoni Douka e dalle difficoltà che ha causato a quelli intorno a lei quando è stata restituita alla sua famiglia da Vera Douka, commettendo molti crimini, perché quando aveva quattro anni aveva visto suo padre abusare di sua madre. La trama si basa anche sugli alti e bassi della famiglia allargata di Myrto Anagnostou, di Stefanos Ducas, di Ektoras Anagnostou, ma anche delle loro amicizie e delle loro relazione. Le loro storie spesso ruotavano attorno ad argomenti come l'omicidio, sequestro di persona, lo spionaggio e le frodi e raramente intorno al tema centrale dell'amore. Molti critici hanno commentato che i personaggi erano sempre infelici e sono tutti stati in carcere almeno una volta, ad eccezione del protagonista Myrto Anagnostou. Gli scrittori propongono i temi dell'amore e della passione e questi temi sono integrati attraverso le prove, le tribolazioni e la vita quotidiana dei loro personaggi principali.

### Prima stagione
La prima stagione debutta il 18 settembre 2005 e si conclude il 21 luglio 2006 con un totale di 221 episodi. Un cardiochirurgo di successo e una donna d'affari dinamica godono di un completamento personale e familiare con la loro figlia. Tutto sembra meraviglioso nella loro vita fino al momento in cui l'ex-marito della donna si imposta come suo obiettivo di distruggere la sua vita.

### Seconda stagione
La seconda stagione debutta il 17 settembre 2006 e si conclude il 13 luglio 2007 con un totale di 230 episodi. La trama inizia dopo l'esplosione fatale alla festa di addio di Martha, al termine della prima stagione. Questa stagione introduce molti nuovi personaggi, ed è stata criticata per avere un cast troppo vasto, e quindi con un lento sviluppo delle storie. Nonostante questo, le valutazioni sono rimaste in linea con la prima stagione, e la trasmissione è continuata a una velocità molto elevata, soprattutto alla fine della stagione, quando molti dei nuovi personaggi furono uccisi, o lasciarono la soap. È stato anche molto criticato per aver ucciso il personaggio molto popolare di Vera Douka, a quel punto gli ascolti sono diminuiti del 15% per un breve periodo di tempo.

## Controversie
Un putiferio tra i fan della serie è sorto all'inizio del 2007, con la storia del rapimento di Mirto, quando gli autori hanno portato i fan a credere che fosse morta. Gli scrittori ammisero nei primi mesi del 2008, che non erano sicuri al momento se il personaggio fosse sopravvissuto, e quindi non intenzionalmente hanno lasciato gli spettatori in bilico. Loro sostennero che eventualmente il personaggio sarebbe morto, ma non è stato ucciso a causa di una eventuale reazione negativa del pubblico, simile a quella riscontrata dopo la morte del personaggio Vera Douka alla fine del 2006. Koralia Karanti ha rinnovato il suo contratto fino alla fine della stagione, il mese di agosto 25, 2007 e rimase nella soap per l'intera stagione, apparendo in ogni episodio.